# Pape (oiseau)
Pour les articles homonymes, voir Pape (homonymie).
 (septembre 2013).
Si vous disposez d'ouvrages ou d'articles de référence ou si vous connaissez des sites web de qualité traitant du thème abordé ici, merci de compléter l'article en donnant les références utiles à sa vérifiabilité et en les liant à la section « Notes et références ».
Taxons concernés
Des espèces des genres suivants :
- Erythrura ;
- Passerina ;
- etc. (voir texte pour la liste complète)Autres « papes » en ornithologie
- Vautour pape (Sarcoramphus papa)modifier

En ornithologie, l'appellation Pape désigne des espèces d'oiseaux de plusieurs genres de l'ordre des Passeriformes. La plupart d'entre eux sont aussi appelés passerins ou diamants.

## Liste des papes
- Pape des bambous ou Diamant à queue verte — Erythrura hyperythra
- Pape à face noire ou Diamant à bec rose — Erythrura kleinschmidti
- Pape indigo ou Passerin indigo — Passerina cyanea
- Pape de Kittlitz ou Diamant de Kittlitz — Erythrura trichroa
- Pape lazuli ou Passerin azuré — Passerina amoena
- Pape de Leclancher — Passerina leclancherii
- Pape de Louisiane — Passerina ciris
- Pape de Manille ou Diamant de Luçon — Erythrura viridifacies
- Pape de Mindanao ou Diamant de Mindanao — Erythrura coloria
- Pape multicolore — Passerina versicolor
- Pape de Nouméa ou Diamant psittaculaire — Erythrura psittacea
- Pape de Papouasie ou Diamant de Nouvelle-Guinée — Erythrura papuana
- Pape de Peale ou Diamant de Peale — Erythrura pealii
- Pape des prairies ou Pape quadricolore ou Diamant quadricolore — Erythrura prasina
- Pape royal ou Pape de Samoa ou Diamant vert-bleu — Erythrura cyaneovirens
- Pape versicolore — Passerina versicolor

## Galerie d'images

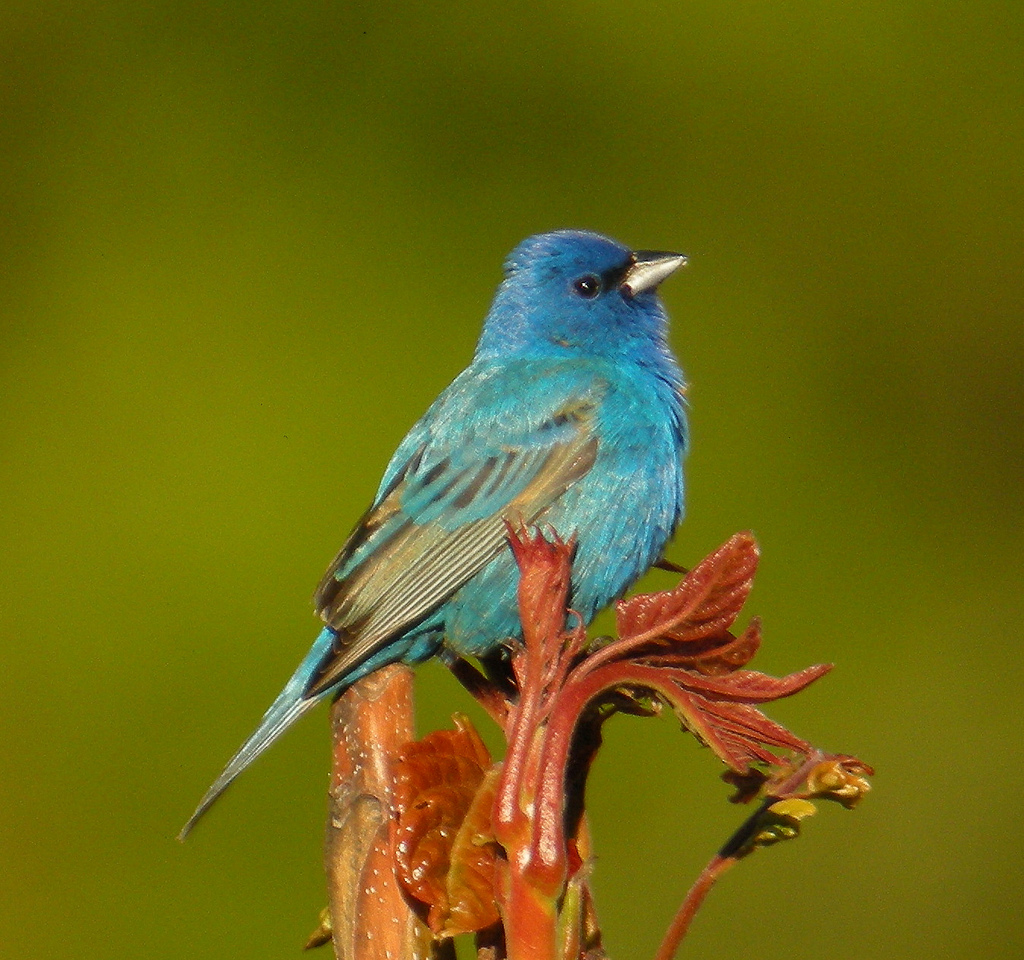
Pape indigo (Passerina cyanea)
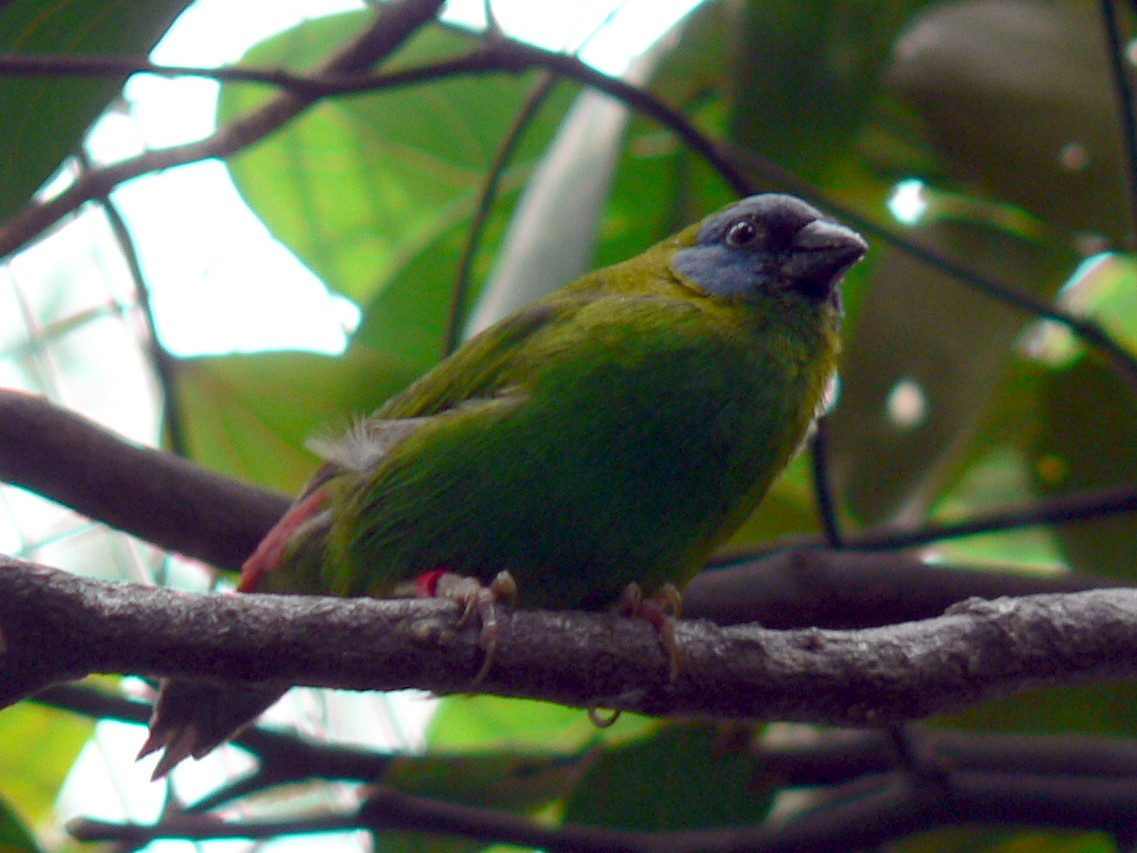
Pape de Kittlitz (Erythrura trichroa)
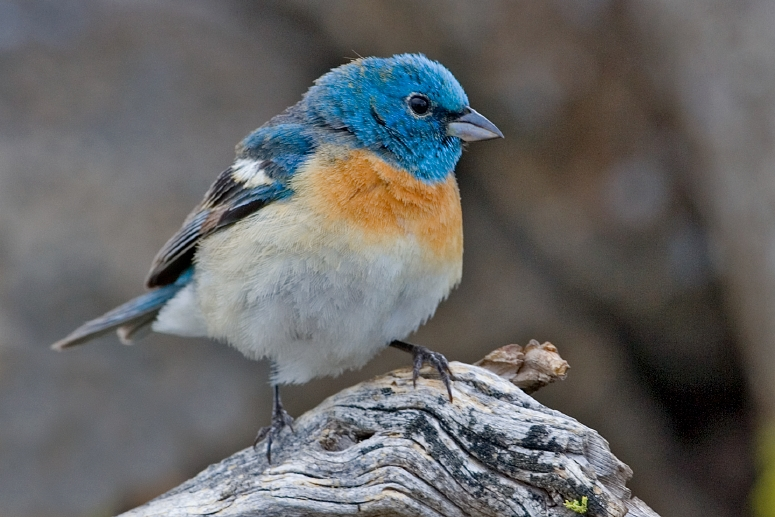
Pape Lazuli (Passerina amoena)
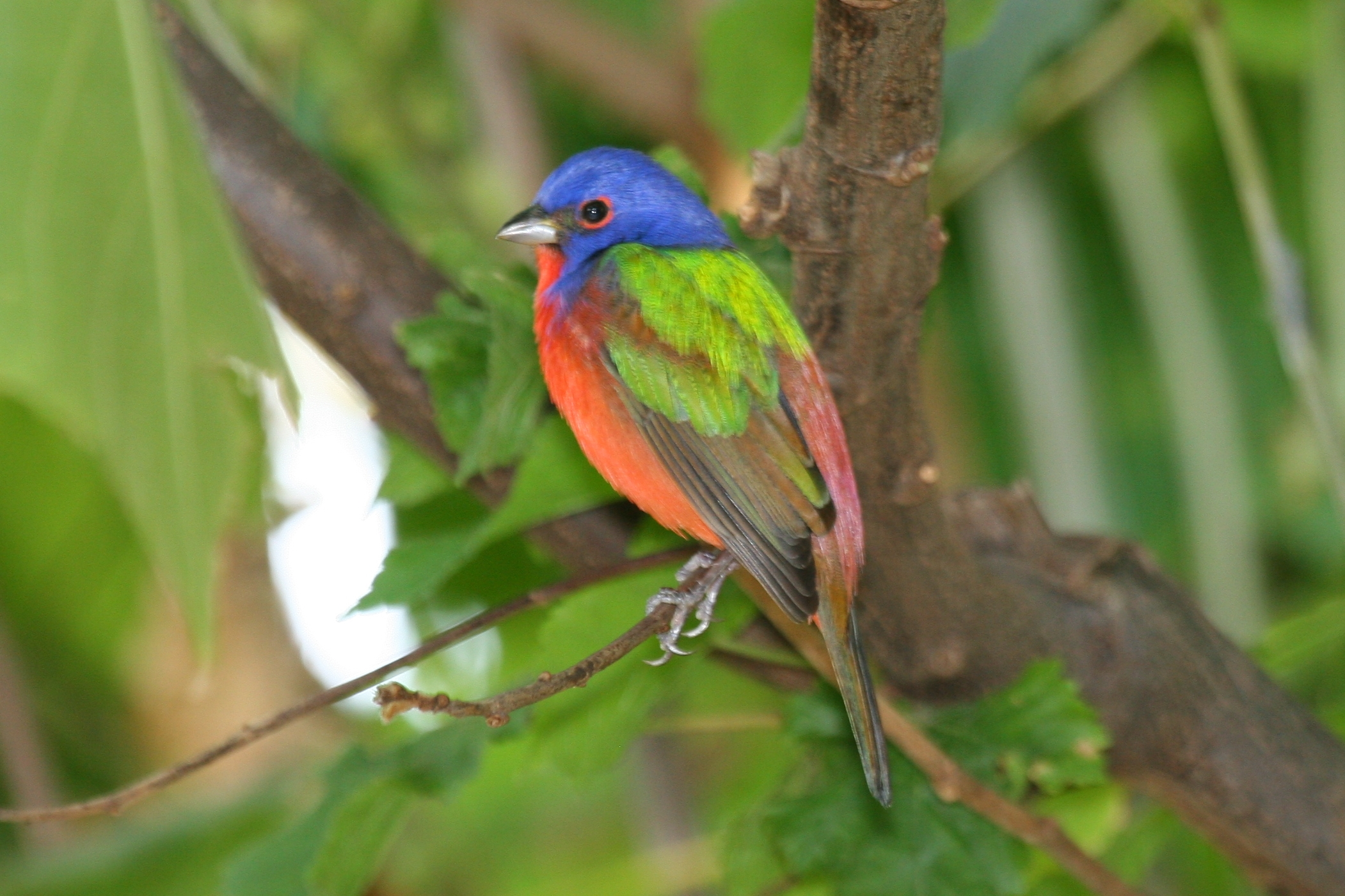
Pape de Louisiane (Passerina ciris)
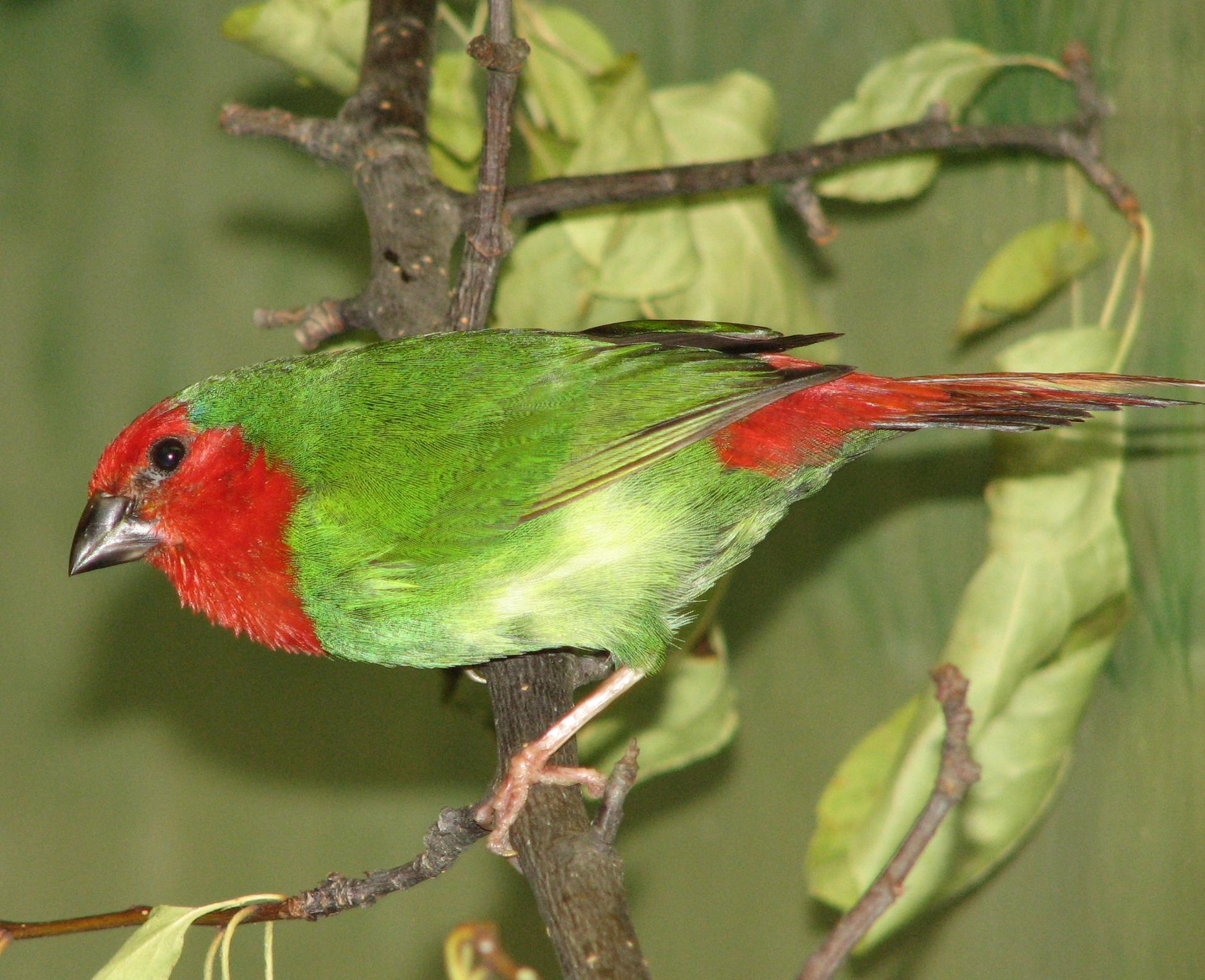
Pape de Nouméa (Erythrura psittacea)
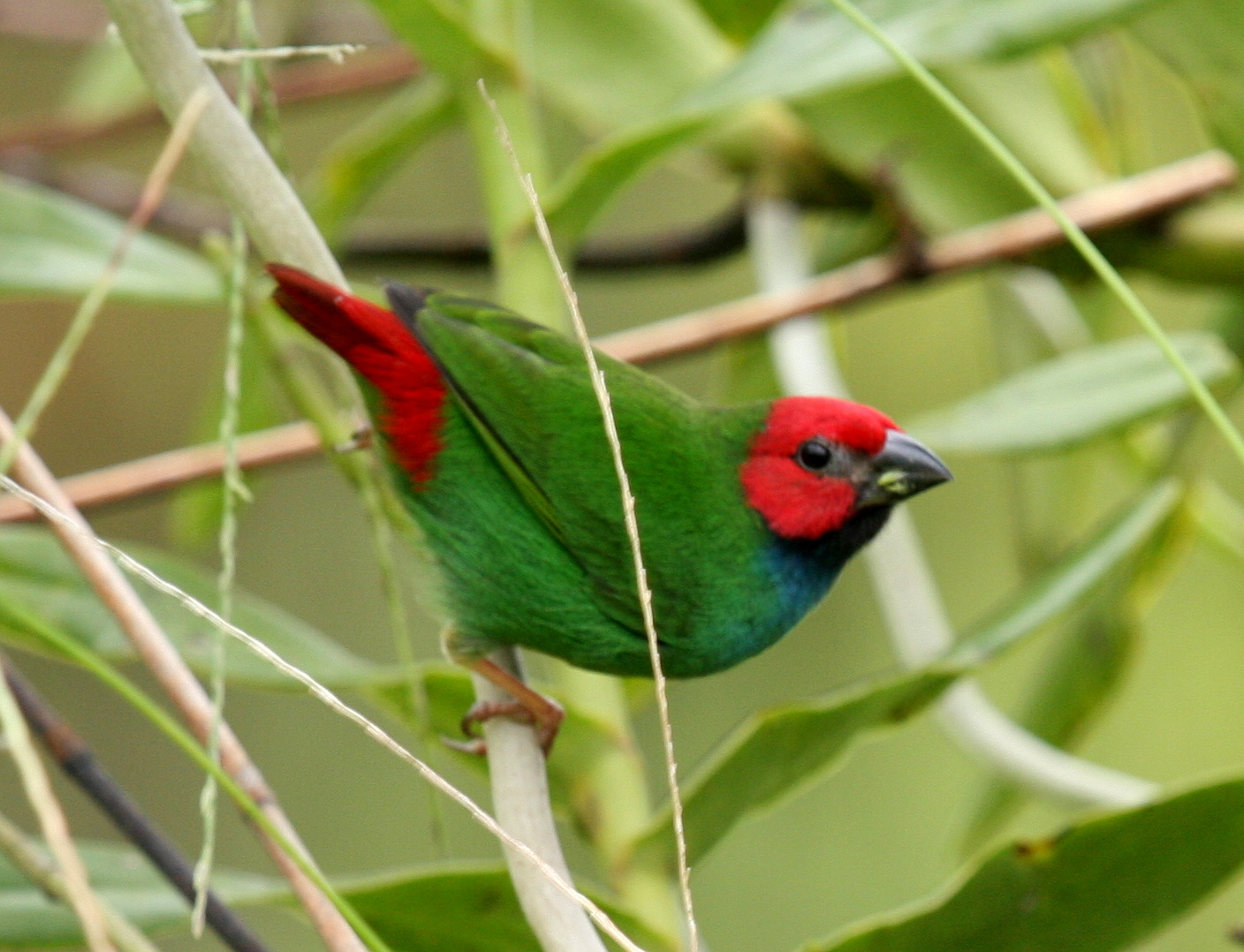
Pape de Peale (Erythrura pealii)
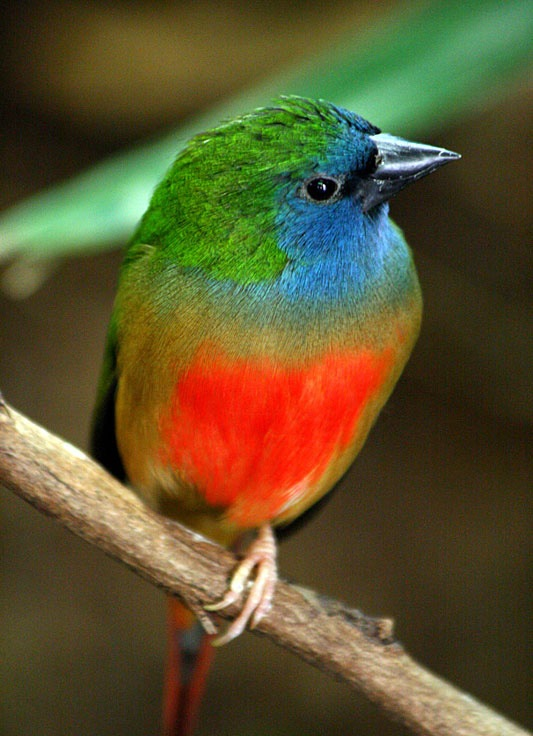
Pape des prairies (Erythrura prasina)